# مصفاة رأس لانوف
مصفاة رأس لانوف هو مصفى التكرير النفط الأكبر في ليبيا يقع في رأس لانوف.
تديره شركة رأس لأنوف لتصنيع النفط والغاز أفتتح عام 1984 وطاقته الإنتاجية تصل إلى 220,000 برميل يومياُ.